# Níobeth
 (juillet 2023).
Níobeth est un groupe espagnol de metal gothique, originaire de Albacete, Castille-La Manche. Le groupe est formé en 2004 par le compositeur et guitariste Jesús Díez et la chanteuse et compositrice Itea Benedicto. Après avoir enregistré deux albums, une démo et un EP, Níobeth se sépare en décembre 2011.

## Histoire
Níobeth est formé dans la ville d'Albacete, en Espagne, durant l'été 2004, à la suite de la rencontre entre Jesús Díez (guitare et composition) et Itea Benedicto (voix soprano et composition), et commence à se consolider vers le mois d'août 2005, avec un line-up complet et leurs premières performances live. En 2006, ils enregistrent leur démo Infinite Ocean of Stars, qui contient 6 morceaux. Après l'enregistrement viennent quelques changements dans le line-up du groupe, avec Santi Tejedor aux claviers et au violon, et Alberto Trigueros à la batterie.
Après avoir donné plusieurs concerts en Espagne, le groupe entre en studio en août 2008 pour enregistrer son premier album, The Shining Harmony of Universe. L'album sort en octobre 2008 en Espagne et présente un large répertoire de collaborations, comme les choristes d'Orfeón de la Mancha, Juanba Nadal à la basse et l'instrumentiste Lourdes Guillén à la flûte, à l'ocarina et au piccolo, apportant une grande variété instrumentale à l'œuvre. D'une durée d'environ 70 minutes, il comprend une chanson en allemand (l'air de Aria de la Reina de la Noche, tiré de La Flûte enchantée de Mozart) et une autre en japonais, en hommage aux victimes des bombardements nucléaires d'Hiroshima et de Nagasaki. L'album est publié et distribué au Japon par le label Rubicon Music (Doro, Holy Moses, Stream of Passion, Operatika...) le 11 septembre 2009. L'édition japonaise de l'album comprend un titre bonus intitulé Dreaming ainsi qu'un DVD bonus contenant le clip vidéo de The Whisper of Rain et d'autres bonus.
Le groupe visite des salles telles que Razzmatazz, Sala Caracol, Ritmo y Compás, Sala Q, Bilbo Rock, Café Antzoki, Viña Rock (édition 2009), Teatro Circo de Albacete (concert avec la collaboration en direct d'Orfeón de la Mancha), Leyendas del Rock (édition 2010), etc., lors de leur tournée espagnole The Shining Tour, présentant l'album dans tout le pays.
Le 28 mai 2009, le groupe présente son premier vidéoclip, le single The Whisper of Rain. Le 10 juin 2009 sort Autumnal, le septième album studio du groupe de power metal Dark Moor, dans lequel Itea participe à l'album en tant que seconde voix dans toutes les chansons. En septembre de la même année, ils accompagnent les Norvégiens de Sirenia sur quatre dates de leur tournée espagnole à Barcelone, Alicante, Madrid et Bilbao, et reçoivent de très bonnes critiques de leurs performances live de la part de la presse spécialisée,.
Au printemps 2010, ils sortent Dreaming, un EP destiné à récolter des fonds pour la reconstruction d'Haïti, pour lequel ils tournent également un clip. En janvier 2011, ils dévoilent le titre et la pochette de leur nouvel album, Silvery Moonbeams, qui sortira le 3 septembre 2011 en Europe et dans le monde entier,. L'album est composé d'un total de 12 titres qui durent plus d'une heure. Le livret comprend une illustration conceptuelle pour chacune des pistes, ainsi que des paroles, des photos et d'autres contenus. Il est enregistré au studio Mathlab Recording (Prato, Italie) et mixé aux Fireworks Estudios (Valence, Espagne), et masterisé par Mika Jusila au Finnvox (Helsinki, Finlande). Il s'agit du dernier album de Níobeth, les divergences entre les membres ayant conduit à la séparation du groupe en décembre 2011.

## Style musical
Leur style musical est difficile à classer dans un seul genre en raison de la diversité des influences et des approches qu'ils présentent. Il convient de souligner une forte charge mélodique avec une forte présence de guitares, une grande orchestration et une voix de soprano. Certains médias ont défini son style comme « sombre mais délicat, élégant et puissant. »

## Membres

### Derniers membres
- Itea Benedicto — voix (soprano) et composition (membre fondateur)
- Jesús Díez — guitare, composition (membre fondateur)
- Javi Palacios — basse (2009—2011)
- Alberto Izquierdo — batterie (2009—2011)

### Anciens membres
- Santi Tejedor — clavier, violon, cornemuse (2007-2009)
- Alberto Trigueros — batterie (2007-2008)
- Ana Montoro — basse (2005-2007)

## Discographie
- 2006 : Infinite Ocean of Stars (démo).
- 2008 : The Shining Harmony of Universe
- 2010 : Dreaming (EP)
- 2000 : Silvery Moonbeams